# Fabienne Verdier

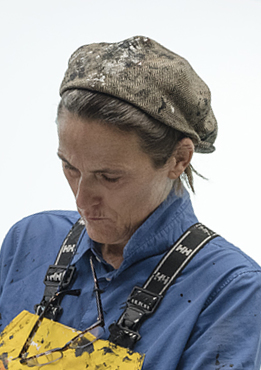
Fabienne Verdier (2018)

Fabienne Verdier (* 1962 in Paris) ist eine französische Künstlerin, die als erste Nicht-Chinesin ihr Kunststudium an der Hochschule der Künste Sichuan mit dem Diplom abschloss. Sie entwickelte einen Stil, der asiatische und europäische Elemente vermischt und von ihr als „spontane Abstraktion“ bezeichnet wird. Sie lebt und arbeitet in der Nähe von Paris.

## Leben

### Ausbildung
Fabienne Verdiers Interesse an Kunst begann in ihrer Kindheit, im Alter zwischen 6 und 7 Jahren. Ihr Vater hatte sie in einem Kahn an die Docks der Seine nahe des Museums für Moderne Kunst der Stadt Paris gebracht. Laut Verdiers Erinnerungen versuchte er ihr Kunst durch die euklidische Geometrie beizubringen, bei der Perspektive und Fluchtpunkt ausschlaggebend sind. Verdier selbst empfand diesen Ansatz als autoritär und nicht zutreffend und sagte, dass sie selbst die Welt anders wahrnahm. 1979 begann sie ihr Studium an der École des Beaux-Arts in Toulouse, das sie 1983 abschloss.
Ein Jahr später reiste sie nach China, um an der Hochschule der Künste Sichuan ein postgraduales Studium anzutreten. Während ihre chinesischen Kommilitonen Inspiration in der westlichen Kunst suchten, erlernte Verdier traditionelle chinesische Kalligraphie und Tintenmalerei von ihrem Lehrer Huang Yuan, einem der nach der Kulturrevolution verbliebenen Meister. Von ihm lernte sie die Dinge auf ihre Essenz zu reduzieren und sie mit einem einzigen Pinselstrich einzufangen und auszudrücken. Sie sollte später sagen, dass Bücher ihr halfen, das recht kunstfeindliche, totalitäre Regime zu ertragen, darunter François Chengs Vide et plein, in dem der Autor auf Französisch die Grundprinzipien der chinesischen Malerei erklärte. Insgesamt blieb Verdier für zehn Jahre in China und erwarb als erste Nicht-Chinesin an der Hochschule ihren Abschluss.

### Kunst
Nach einer schweren Erkrankung kehrte Verdier schließlich nach Europa zurück. Die alten Meister waren inzwischen gestorben und es bekümmerte sie, dass China den Verlust seiner alten Geschichte nicht zu bedauern schien. In ihren Werken verband sie nun Elemente des abstrakten Expressionismus mit der Kunst des Daoismus. Sie beschreibt ihre Kunst als den Versuch, „die Fähigkeit zu finden, spontan zu erschaffen, die Stimme einzufangen, die Erfahrung des innersten menschlichen Seins zu hören.“ Im Jahr 2003 erschien ihr autobiografischer Roman Passagère du silence, dix ans d’initiation en Chine (deutscher Titel: Zeichen der Stille. Eine Initiation in China).
Verdier wandte sich schließlich von der Staffelmalerei ab und widmete sich stattdessen der vertikalen Malerei. 2005 erfolgte ihre erste Ausstellung in der Galerie Alice Pauli in Lausanne, durch die der Kunstsammler Hubert Looser auf sie aufmerksam wurde. Ihm fiel die Energie ihrer Werke auf und er ermutigte sie, in ihrer Arbeit fortzufahren. Auch stellte er ihre Bilder in Zürich aus und machte Fabienne Verdier international bekannt. Etwa im Jahr 2006 konstruierte sie von der Decke hängende, riesige Pinsel, die sich mittels eines Fahrradlenkers nur mit vollem Körpereinsatz führen ließen. Durch die Zusammenarbeit mit einem Bewegungsspezialisten erkannte Verdier, dass der menschliche Körper selbst intuitiv auf Geometrie zurückgreift, weshalb der Pinsel von ihr schließlich als „denkender Pinselkörper“ bezeichnet wurde.

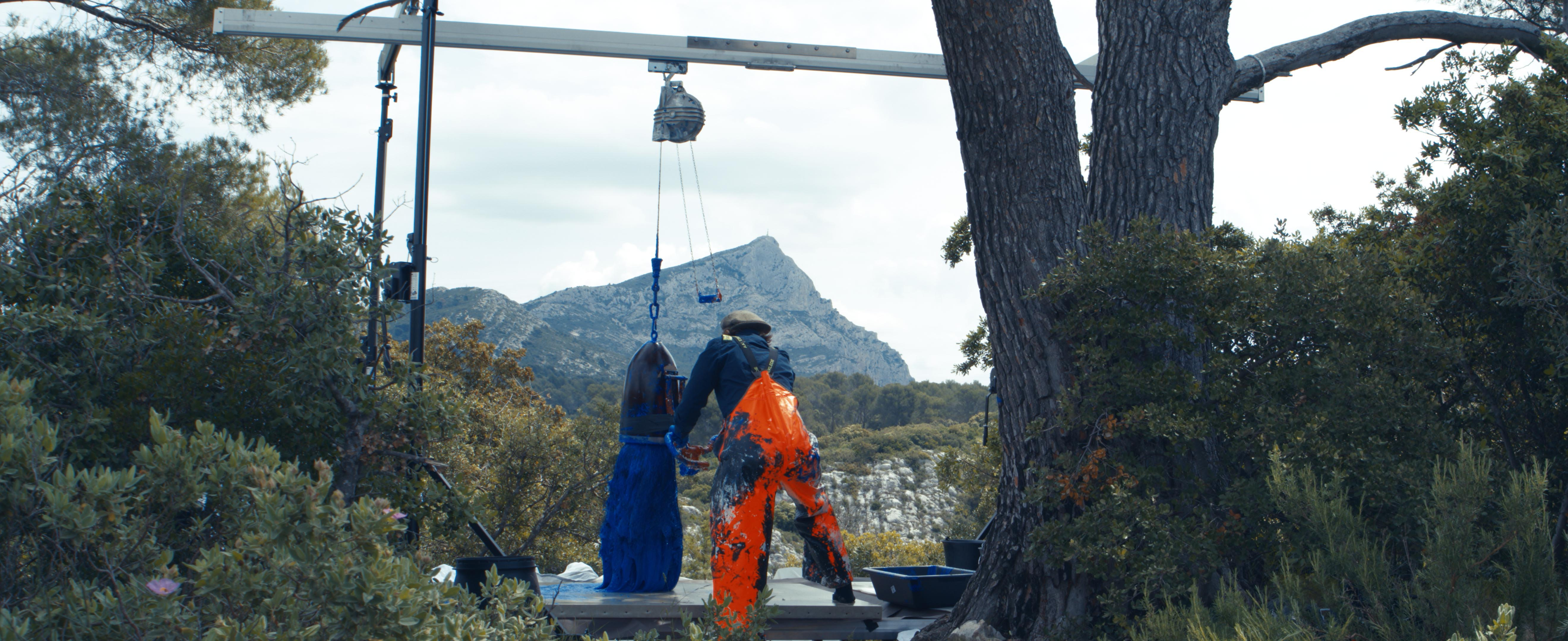
Fabienne Verdier 2018 in ihrem Nomade Atelier

Typisch für ihre Arbeitsweise wurden kräftige Pinselstriche auf sorgfältig vorbereiteten Leinwänden. Da das Ergebnis davon abhing, auf welche Weise sich Verdier durch den Raum bewegte, entwarf sie im Vorfeld ausgefeilte Choreografien, wenngleich das fertige Bild meist anders ausfiel als geplant. Auch experimentierte sie mit der Modellierung eines konstanten Farbflusses von oben. „Ein Astrophysiker erklärte mir, dass es analog zu dem sei, was man im Weltall beobachtet. Durch diese Gravitationskraft entstehen alle Strukturen des Universums.“ Um auch im Freien mit ihrem riesigen Pinsel arbeiten zu können, entwarf Verdier ihr Nomade Atelier (deutsch: Wanderwerkstatt). 2014 wirkte sie als Artist in Residence an der Juilliard School, wo sie mit den Wechselwirkungen zwischen Musik und Malerei experimentierte. Ihre Erfahrungen wurden von einem Kamerateam festgehalten und 2016 erschien der Dokumentarfilm The Juilliard Experiment von Mark Kidel.
Bisweilen arbeitet Verdier mit anderen Künstlern an gemeinsamen Projekten. Auf François Chengs Bitte hin malte sie für 24 seiner Gedichte Porträts und philosophierte mit ihm über die Aufgabe des Malers. „Er darf sich nicht von der Figuration lösen, aber er muss verstehen, dass die Kunst ihren eigenen Bereich hat und mit künstlichen Mitteln ein Universum von Wirkungen formen muss, das mit einer autonomen Kraft ausgestattet ist. Der Versuch, in einem zweidimensionalen Raum eine Welt zu erschaffen, die auf ihre wesentliche Essenz reduziert wird. Die Dinge nicht so darstellen, wie das Auge sie sieht, sondern wie sie der völlig verinnerlichten Seele erscheinen.“ In Zusammenarbeit mit Alain Rey brachte sie anlässlich des 50-jährigen Jubiläums des Kompaktwörterbuchs Le Petit Robert eine Sonderausgabe des Buches mit 22 Farbbildern heraus. In diesen Werken versuchte Verdier die Wechselwirkungen und Kräfte zwischen 22 Wörtern bildlich darzustellen. Dabei ging es ihr darum, „‚Gedanken in Bewegung‘ zu erkunden und vielleicht dem hierarchischen System des Wörterbuchs, dessen Rahmen manchmal starr erscheinen mag, etwas Freiheit anzubieten.“

## Ausstellungen (Auswahl)

### Einzelausstellungen
- 2005: Galerie Alice Pauli (Lausanne)
- 2009: Peinture, Galerie Jaeger Bucher (Paris)
- 2013: A Solo Exhibition, Art Plural Gallery (Singapur); Fabienne Verdier, l’esprit de la peinture, hommage aux maîtres flamands, Groeningemuseum (Brügge)
- 2014: Crossing Signs, Le French May (Hongkong)
- 2016: Rhythms and Reflections, Waddington Custot (London)
- 2017: The Language Experiment, Musée Voltaire (Genf)
- 2018: Ainsi la nuit, Galerie Lelong & Co. (Paris)
- 2019: Sur les Terres de Cézanne, Musée Granet (Aix-en-Provence)
- 2020: Vortex, Waddington Custot (London)
- 2021: Arias – Nouvelles estampes, Galerie Lelong & Co. (Paris)
- 2022: Im Auge des Kosmos. Zeichnungen von Fabienne Verdier, Saarlandmuseum – Moderne Galerie (Saarbrücken)[6]

### Gruppenausstellungen
- 2008: Expansion Résonance, Galerie Jaeger Bucher (Paris)
- 2009: Elles@Centre Pompidou, Musée National d’Art Moderne (Paris)
- 2011: Die Kunst der Entschleunigung. Bewegung und Ruhe in der Kunst von Caspar David Friedrich bis Ai Weiwei, Kunstmuseum Wolfsburg
- 2012: Meine private Leidenschaft – Sammlung Hubert Looser, Kunstforum Wien
- 2014: Königsklasse II, Pinakothek der Moderne (München)
- 2016: The World Meets Here, Custot Gallery Dubai
- 2017: Restless Gestures, Nationalmuseum Oslo
- 2018: Picasso – Gorky – Warhol, Kunsthalle Krems
- 2019: Un Autre Œil, Musée de l’Abbaye Sainte-Croix (Les Sables-d’Olonne)[6]

## Veröffentlichungen
- 2003: Passagère du silence, dix ans d’initiation en Chine
- 2007: Entre Ciel et Terre by Fabienne Verdier; Entretiens mit Charles Juliet